# Andrew Kumagai

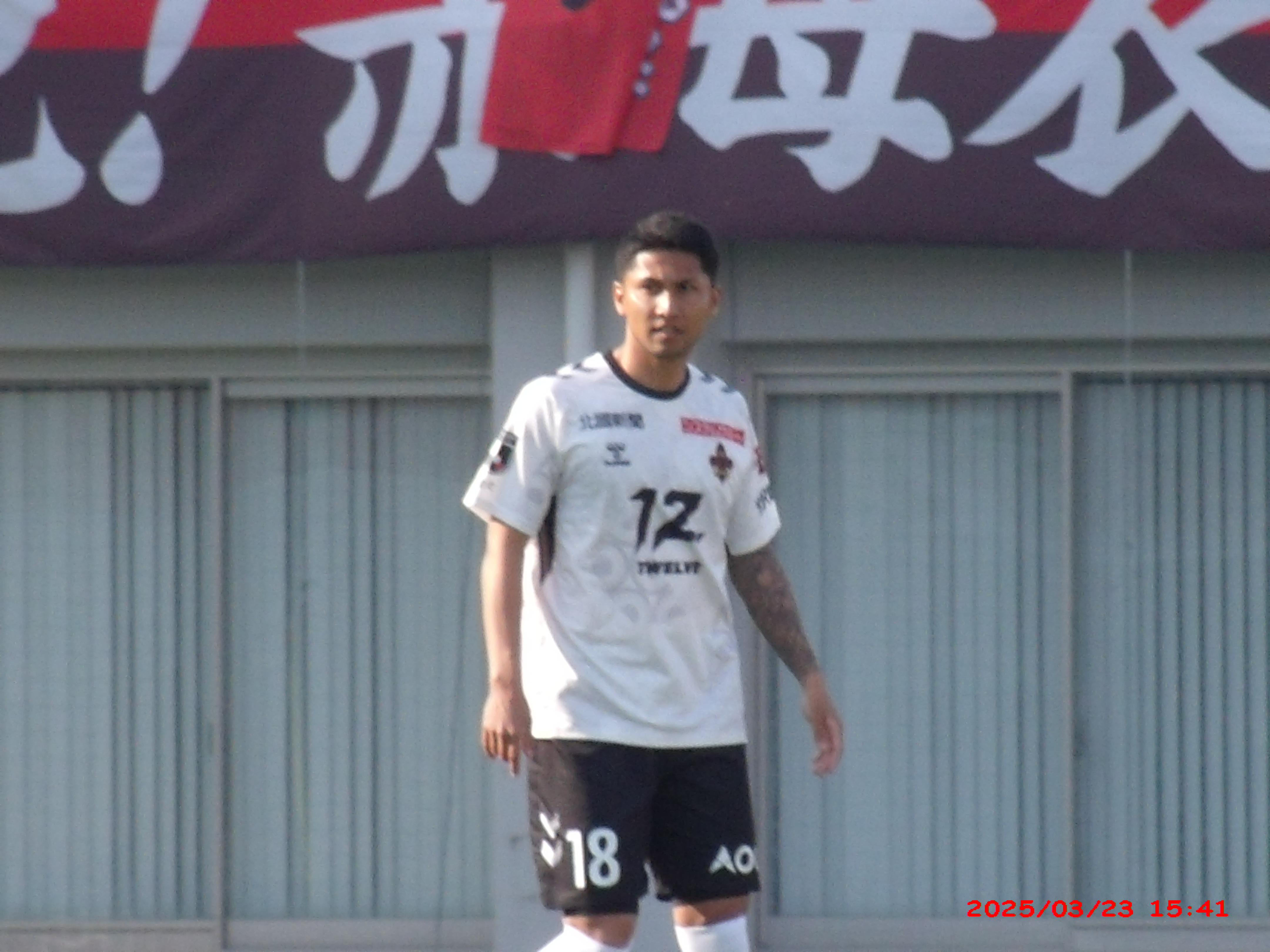
Andrew Kumagai (2025)

Andrew Kumagai (japanisch 熊谷 アンドリュー Kumagai Andrew; * 6. Juni 1993 in Yokosuka) ist ein japanischer Fußballspieler.

## Karriere
Kumagai erlernte das Fußballspielen in der Jugendmannschaft von den Yokohama F. Marinos, wo er 2012 auch seinen ersten Vertrag unterschrieb. Der Verein spielte in der höchsten Liga des Landes, der J1 League. 2013 gewann er mit dem Verein den Kaiserpokal. Für den Verein absolvierte er 14 Erstligaspiele. Im August 2014 wurde er an den Zweitligisten Shonan Bellmare ausgeliehen. Für Shonan absolvierte er neun Ligaspiele. 2015 kehrte er zu den Marinos zurück. Für die Marinos absolvierte er drei Erstligaspiele. 2016 wechselte er zum Zweitligisten Zweigen Kanazawa. Für den Verein absolvierte er 32 Ligaspiele. 2017 wechselte er zum Ligakonkurrenten JEF United Chiba.

## Erfolge
Yokohama F. Marinos
- Japanischer Pokalsieger: 2013
- Japanischer Vizemeister: 2013